# 11751 Davidcarroll
11751 Davidcarroll este o planetă minoră (asteroid) din centura de asteroizi. A fost descoperită pe 14 iulie 1999 la Magdalena Ridge Observatory⁠(d) de Lincoln Near-Earth Asteroid Research. 
Obiectul prezintă o orbită caracterizată de o semiaxă mare de 2,418561 UAi, o excentricitate de 0,11, o înclinație de 2,172 ° în raport cu ecliptica.